# Monkey Puss (Live in London)
Monkey Puss (Live in London) – album koncertowy szwedzkiego zespołu deathmetalowego Entombed, wydany w 1998 roku przez wytwórnię Earache Records. Materiał pochodzi z nagrania koncertu z trasy Gods of Grind, która odbyła się w 1992 roku.
W sprzedaży jest również wersja wideo koncertu, będąca jedynym oficjalnym zapisem koncertu z początków zespołu Entombed. Pierwotnie nagranie wydano w postaci kaset VHS, w 2001 roku ponownie wydano w postaci płyt DVD. Obie wersje wideo zawierały pięć dodatkowych, niekoncertowych nagrań (utwory Left Hand Path, Stranger Aeons, Hollowman, Wolverine Blues i Night of the Vampire).

## Lista utworów
1. "Living Dead" – 6:03
2. "Revel in Flesh" – 3:43
3. "Stranger Aeons" – 3:58
4. "Crawl" – 5:31
5. "But Life Goes On" – 2:52
6. "Sinners Bleed" – 4:42
7. "Evilyn" – 4:58
8. "The Truth Beyond" – 3:36
9. "Drowned" – 3:56
10. "Left Hand Path" – 7:32